# Norroy-le-Sec
Norroy-le-Sec är en kommun i departementet Meurthe-et-Moselle i regionen Grand Est (tidigare regionen Lorraine) i nordöstra Frankrike. Kommunen ligger i kantonen Conflans-en-Jarnisy som tillhör arrondissementet Briey. År 2022 hade Norroy-le-Sec 418 invånare.

## Befolkningsutveckling
Antalet invånare i kommunen Norroy-le-Sec
| Referens: INSEE |